# گابریل سعید رینولدز
گبریل سعید رینولدز (انگلیسی: Gabriel Said Reynolds؛ زادهٔ ۱ ژانویهٔ ۱۹۷۳) الهی‌دان، قرآن‌شناس و مورخ تاریخ ادیان و مذاهب امریکایی است که به عنوان استاد الهیات و استادیار مطالعات اسلامی در دانشگاه نوتردام فعالیت می‌کند. بورس تحصیلی او بر روی ادیان جهانی (گروه‌های دینی اصلی) و کلیسای جهانی، تاریخ مسیحیت، علوم قرآنی، ریشه‌های اسلام (تاریخ اسلام) و روابط مسیحیت و اسلام تمرکز دارد.

## آثار منتشرشده به فارسی
- مدخل عثمان در ج۵ دائرة المعارف قرآن، انتشارات حکمت[۲]
- قرآن در بافت تاریخی آن (ترجمه سعید شفیعی)، انتشارات حکمت[۳]